# Pierre de Chertemps
Pierre de Chertemps, seigneur de Seuil et de Charon (mort en 1703), est un intendant d’Ancien Régime.

## Biographie
Pierre de Chertemps est le fils de Pierre de Chertemps, seigneur de Seuil et de Vaux, conseiller du Roi, avocat en Parlement, et de Marie Colbert (sœur de Charles Colbert du Terron).
Président et lieutenant général au présidial de Marennes (1659-1667), il devient président au présidial de Saintes (1667).
Après avoir exercé diverses fonctions dans l’administration de la marine de guerre, il est nommé commissaire général de la Marine à Brest le 1er janvier 1670, puis intendant de justice, police et finances des armées navales à Brest (16 mars 1674). Il est disgracié en décembre 1683. Il occupe également la charge de président à mortier au Parlement de Bretagne (1680-1703).

## Source
- Victoria Sanger : « Vauban urbaniste : l’exemple de Brest », in Actes du colloque « Vauban et ses successeurs dans les ports du Ponant et du Levant », Brest, 16-19 mai 1993, publié dans  Vauban et ses successeurs dans les ports du Ponant et du Levant, Paris : Association Vauban, 2000, p 45